# إكس كوم: العدو المجهول
اكس كوم: العدو المجهول (بالإنجليزية: XCOM: Enemy Unknown) هي لعبة فيديو من نوع الخيال العلمي، تاريخ صدورها هو 9 أكتوبر 2012 . وهي متوفرة على أجهزة بلاي ستيشن 3 . اللعبة من تطوير فراكسيس غيمز وهي من نشر تو كي جيمز.

## موجز القصة
تدور قصة اكس كوم حول منظمة عالمية تقوم بمطاردة ومحاربة المخلوقات الفضائية التي تقوم بمهاجمة الأرض.

## روابط خارجية
- إكس كوم: العدو المجهول على موقع IMDb (الإنجليزية)